# Хафизов, Айдар Садриевич
Айда́р Садри́евич Хафи́зов (тат. Айдар Садри улы Хафизов; 20 мая 1943, Конь, Пестречинский район, Татарская АССР, РСФСР, СССР — 13 декабря 2020, Казань, Республика Татарстан, Российская Федерация) — советский и российский татарский актёр, педагог, режиссёр. Заслуженный артист Российской Федерации (2014). Народный артист Республики Татарстан (2001), заслуженный артист Татарской ССР (1991).
Из крестьянской семьи. В детстве работал пастухом, получив паспорт уехал из деревни и поступил в железнодорожный техникум в Юдино, где занимался художественной самодеятельностью. После получения образования трудился строителем-монтажником в Муроме, затем вернулся на родину и поступил в только что открытое Казанское театральное училище. Одновременно работал концертмейстером народного хора, на третьем курсе учёбы был призван в армию, где служил танцором и музыкантом в ансамбле песни и пляски Северной группы войск в Польше. Вернувшись в Казань, работал в филармонии и передвижном театре, а в 1968 году вернулся к учёбе, окончив училище в 1970 году. Сменив несколько работ в художественной сфере, в 1978 году был принят в труппу Татарского государственного академического театра имени Г. Камала. Показал себя многогранным актёром, уделявшим большое внимание нахождению ярких отличительных черт для своего персонажа как в больших, так и в эпизодических ролях. Также преподавал актёрское мастерство в Казанском университете культуры и искусств, выпустил один курс актёров. Скончался в 2020 году в возрасте 77 лет.

## Биография
Айдар Садриевич Хафизов родился 20 мая 1943 года в селе Конь Пестречинского района Татарской АССР. Был восьмым ребёнком в семье Садретдина, участника Первой мировой и гражданской войн, и его жены Зулькады. Отцу на момент рождения сына было 50 лет, а матери — 42 года. Изначально родители назвали его Бадретдином (с арабского — «светило веры»), однако затем имя было заменено на более современное — Айдар, без религиозного подтекста. Старший брат Нуретдин в возрасте 19 лет погиб на фронте в Смоленской области. Племянники — Раушания Хуснутдиновна (народная артистка Республики Татарстан) и Фердинанд Фарзетдинович (заслуженный деятель искусств Республики Татарстан).
С детства отличался музыкальностью, научился играть на губной гармонике и на гармони, выступал на деревенских концертах. Хотел стать плотником, был правой рукой своего отца во всех делах по дому, самостоятельно делал двери и окна. Закончив семилетнюю школу, должен был продолжить учёбу в соседней деревне Шали, однако из-за безденежья и с целью помочь пожилым родителям сначала работал на камнедобыче, а затем устроился пастухом деревенского стада.
Получив паспорт, в 16 лет уехал из деревни и поступил в техникум в Васильево на автомеханика, однако затем перепоступил в железнодорожный техникум в Юдино, где были лучшие условия учёбы. Занимался самодеятельностью во дворце культуры железнодорожников, пел в хоре, танцевал, был аккордеонистом в татарском ансамбле, выступал в агитационных концертах. Окончив техникум после двух лет учёбы и освоив профессию строителя-монтажника, по направлению уехал на работу в город Муром Владимирской области, где также должен был проработать два дальнейших года.
Через некоторое время был приглашён домом культуры в Юдино выступить с несколькими концертами и во время гастролей по Кайбицкому району узнал об открытии в Казани театрального училища, куда поступил в 1961 году на курс М. Х. Салимжанова и Р. А. Бикчантаева. Одновременно работал концертмейстером народного хора под руководством С. Г. Садыковой в клубе имени М. Горького при заводе «Спартак». На третьем курсе учёбы призван на военную службу, был танцором и музыкантом в ансамбле песни и пляски Северной группы войск в Польше. Во время службы на стихи М. Н. Нугманова написал песню «Солдатым», которая исполнялась армейским оркестром и получила большую известность.
Отслужив три года в армии, вернулся в Казань, однако его родной курс уже выпустился и был собран новый. Не желая проходить уже изученную программу, Хафизов поступил на работу в лекционный отдел Татарской государственной филармонии имени Г. Тукая, также служил артистом в Татарском республиканском передвижном театре (позднее — Татарский театр драмы и комедии имени К. Тинчурина), а затем вернулся к учёбе. В 1968 году снова поступил в театральное училище, которое окончил в 1970 году.
Я считаю, что театральное училище — это только фундамент, а все остальное — самообразование. Если актер не читает, ничем не интересуется, он не будет интересен зрителям. Конечно, многое зависит от режиссера. Но по-настоящему зрелым актер становится только к 40 годам. Я, например, именно в этом возрасте стал свободно чувствовать себя на сцене и размышлять на любые темы.Айдар Хафизов, 2012 год.
После получения образования работал в различных культурных учреждениях — был режиссёром дома культуры имени В. И. Ленина (1971—1974), главным администратором театра кукол (1974—1975), ведущим концертов и чтецом в Татгосфилармонии (1975—1976), артистом Республиканского передвижного театра (1976—1978). В числе значительных ролей того времени можно выделить такие, как Вышневский («Доходное место» А. Н. Островского), Прохор («Васса Железнова» М. Горького), Сайяр («Мама приехала» Ш. Хусаинова), Гариф («Родная земля» С. Шакурова), Меджнун («После свадьбы» Р. Батуллы), Наджип (Клятва по-студенчески Т. Миннуллина), в которых Хафизов показал себя настоящим профессионалом своего дела. В 1978 году был принят в труппу Татарского государственного академического театра имени Г. Камала.
В 1991 году стал заслуженным артистом Республики Татарстан, а в 2001 году — народным артистом Республики Татарстан. Занимался педагогической деятельностью, вёл актёрское мастерство в Казанском университете культуры и искусств, в 2004 году выпустил один курс актёров. Будучи человеком деятельным, наряду с актёрской работой получил известность как режиссёр-постановщик массовых представлений, фестивалей, творческих вечеров, театрализованных концертов, юбилеев и вечеров памяти деятелей татарского искусства и литературы. В числе поставленных Хафизовым спектаклей выделяются такие работы, как «Наследники Рабурдена» Э. Золя, «Лунным вечером в саду» и «Судьбы, избранные нами» Т. Миннуллина.
В 2014 году удостоен звания заслуженного артиста Российской Федерации. В 2018 году отметил 75-летний юбилей. Театральной сцене Хафизов посвятил порядка 50 лет, за которые сыграл более 80 ролей. Активно высказывал своё мнение по различным вопросам, проблемам будущего татарского языка, отсутствия национального образования, зависимости Татарстана от федерального центра, был озабочен сохранением татарского репертуара в национальном театре.
Айдар Садриевич Хафизов скончался 13 декабря 2020 года в Казани в возрасте 77 лет. Последние дни находился в реанимации, куда был госпитализирован с пневмонией на фоне коронавируса, умер от остановки сердца. Прощание прошло 14 декабря на площади перед театром Камала, похоронен был Хафизов рядом с родителями на кладбище родного села Конь.

## Очерк творчества
Творческий псевдоним — Айдар Хафиз. Хафизов был известен преимущественно как характерный актёр, сыгравший в театре Камала ряд разноплановых ролей. При создании образов он умело использовал свои жизненные наблюдения, а также выразительные внешние данные — высокий рост, живые глаза, мягкий темперамент, музыкальность и обаяние — все эти качества Хафизова оказались востребованы театром. Уже с первых ролей воплощённые актёром образы привлекли внимание многогранностью характеров, их естественностью и жизнеподобием, вкупе с безыскусным, непосредственным дарованием, душевной теплотой Хафизова. Как актёр широкого творческого диапазона он играл много, не отказывался ни от каких ролей, как эпизодических, так и главных. Для создания каждого образа Хафизов находил чёткие отличительные черты, присущий только своему персонажу индивидуальный характер, поэтому его герои отличаются не только по годам и внешнему облику, но и по внутреннему состоянию — тут встречаются как юные и искренние, размышляющие о проблемах межнациональных отношений, глубоко драматические, так и душевно чёрствые, важные и глупые, напыщенные, задумчивые и измученные жизнью люди. Работы Хафизова последних лет отличались высоким интеллектом, мудростью народной души, прекрасным знанием татарской жизни, его герои были искренни и привлекательны, боролись за человеческие идеалы, отвергали ложь и предательство.
Мне без разницы, маленькая или большая роль. Когда начинаются репетиции нового спектакля с моим участием, у меня даже сон пропадает, я сам меняюсь, быт меняется, аппетит исчезает. И к любой работе всегда отношусь ответственно. А если я стану переживать о несбывшихся ролях и мечтах… Если уж ты посвятил свою жизнь театру, а по-другому здесь нельзя, то должен понять простую вещь — театр не существует ради тебя одного, каким бы гениальным ты ни был… Вот есть гениальная фраза Станиславского: «Любить искусство в себе, а не себя в искусстве». Это уже штамп, но это результат наблюдений. Если ты понимаешь эти вещи, ты чувствуешь себя частью целого, частью большой семьи.Айдар Хафизов, 2019 год.
В числе значительных ролей — Азамат («Не улетайте, жаворонки!»), Адаш («Три аршина земли» А. Гилязова), Мирсаид («Развод по-татарски» Х. Вахита), Кучкар («Зульфия» К. Амирова), Жигангир-хан («Хужа Насретдин»), Ишмаев («Гульджамал» Н. Исанбета), Камали («Несчастный юноша» Г. Камала), Тимуш («Голубая шаль»), Салих («Казанское полотенце» К. Тинчурина), Гайни-бай («Кукольная свадьба» Г. Исхаки), Якуб Акчурин («Мы уходим, вы остаетесь»), Халиулла («Ильгизар + Вера»), Шахит («Прощайте!»), Нургали («Вот так случилось»), Ланфредини («У совести вариантов нет»), Газраиль («Старик из деревни Альдермеш» Т. Миннуллина), Нугман («Наследие» Г. Каюмова), Кадырбирде («Идегей» Ю. Сафиуллина), Зайнулла («Женщины 41-го» З. Зайнуллина), Майк Стерн («Мой белый калфак» И. Юзеева), Халил Абжалилов («Будить сердца людей» Р. Мухаметшина), Бурхан («Кольцо косого Кирама» Амануллы), Дервиш («В ночь лунного затмения» М.Карима), Корсамат («Плаха»), Абделхан («И дольше века длится день» Ч. Айтматова), Андрей («Как звезды в небе» по М. Горькому), Камаев («Провинциальные анекдоты» А. Вампилова), Транио («Укрощение строптивой» У. Шекспира), Пеппино («Суббота, воскресенье, понедельник» Эд. де Филиппо), Дерамо («Король-Олень»), Альтоум («Принцесса Турандот» К. Гоцци), Фараон («Как дела, молодой человек?» Ш. Тота).

## Личная жизнь
Жена — Фарида (в девичестве Ибрагимова), помощник режиссёра в театре Камала, познакомились во время учёбы в театральном училище, прожили вместе более 50 лет. Две дочери: Ляйсан (р. 1969, финансист) и Айсылу (р. 1974, журналист, главный редактор журнала «Идель»). Имел внуков и правнуков. С возрастом вернулся жить в родную деревню, занимался пчеловодством, огородничеством и рыболовством. По примеру Н. Ш. Шайхутдинова обратился к вере, постился, ходил в хадж и совершал пятикратный намаз.

## Награды
- Почётное звание «Заслуженный артист Российской Федерации» (2014 год) — за большие заслуги в развитии отечественной культуры и искусства, телерадиовещания, печати, связи и многолетнюю плодотворную деятельность[40]. Вручено председателем Государственного Совета Республики Татарстан Ф. Х. Мухаметшиным на церемонии в Казанском кремле[41][42].
- Почётное звание «Народный артист Республики Татарстан» (2001 год)[20].
- Почётное звание «Заслуженный артист Татарской ССР» (1991 год)[19].
- Благодарность Президента Республики Татарстан (2013, 2018 гг.)[43][44].

## Память
В 2020 году уже после смерти Хафизова вышла книга воспоминаний и интервью об актёре под названием «Моё найденное счастье», составленная Ю. Сафиуллиным. Именем Хафизова предложено назвать народный театр, планируется установка его бюста у дома культуры в селе Конь.